# 경상북도경산교육지원청
경상북도경산교육지원청(慶尙北道慶山敎育支援廳, Gyeongsan Office of Education)은 경상북도교육청 산하 교육지원청이다. 경상북도 경산시 갑제동 657-6에 소재해있으며, 경산시를 관할한다.
교육장은 장학관으로 보한다.

## 산하 기관

### 초등학교
| - 경산동부초등학교 - 경산서부초등학교 - 경산압량초등학교 - 경산중앙초등학교 - 경산초등학교 - 계당초등학교 - 금락초등학교 - 남산초등학교 - 남성초등학교 | - 남천초등학교 - 다문초등학교 - 대동초등학교 - 봉황초등학교 - 부림초등학교 - 사동초등학교 - 성암초등학교 | - 옥곡초등학교 - 와촌초등학교 - 용성초등학교 - 임당초등학교 - 자인초등학교 - 장산초등학교 - 정평초등학교 - 진량초등학교 | - 진성초등학교 - 청천초등학교 - 평산초등학교 - 하양초등학교 - 화성분교 - 하주초등학교 - 현흥초등학교 |

### 중학교
| - 경북체육중학교 - 경산여자중학교 - 경산중학교 - 무학중학교 | - 문명중학교 - 사동중학교 - 삼성현중학교 - 신상중학교 | - 압량중학교 - 용성중학교 - 자인여자중학교 - 자인중학교 | - 장산중학교 - 진량중학교 - 하양여자중학교 |